# Aaron Stone
Aaron Stone é série de televisão norte-americana, sendo a primeira série original do canal Disney XD. Sua estreia aconteceu em 13 de fevereiro de 2009 nos EUA, junto com o início das transmissões do canal no país. No Brasil, a série estreou em 3 de Julho de 2009, também junto com a estreia do canal. A série teve seu fim em 30 de Julho de 2010 com 14 episódios em sua segunda e última temporada. O encerramento da série se deu que o Disney XD estava querendo se profundar mais na comédia, e se desfazer da ação, assim finalizando a série.
Em 25 de abril de 2011, a série começou a ser exibida pela Rede Globo, na TV Globinho, substituindo a série animada Gormiti. Mas na chamada do bloco no dia 16 de maio, a série não foi exibida, sendo assim, ela saiu no dia 13 de maio, faltando ainda 6 episódios para serem exibidos da primeira temporada (que contém 21).

## Produção
A série traz Bruce Kalish e Suzanne French como produtores executivos e é produzida em Alta Definição. A produção da primeira temporada se iniciou em 23 de junho de 2008, terminando em 19 de dezembro do mesmo ano. O Disney XD confirmou a renovação da série para uma segunda e ultima temporada, composta por apenas 14 episódios.

## Sinopse
Charlie Landers é o campeão do video game online “Hero Rising”. Algum tempo depois, ele tem sua vida mudada radicalmente quando um bilionário se oferece para transformá-lo em Aaron Stone, um lutador contra o crime na vida do video-game assim tendo que derrotar os vilões da resistêcia ômega.

## Elenco
- Kelly Blatz ... Charlie Landers/Aaron Stone
- David Lambert ... Jason Landers/Terminus Mag
- Tania Gunadi ... Emma Lau/Dark Tamara
- J.P.Manoux ... S.T.A.N.

## Curiosidades
- A estreia da série coincidiu com o lançamento do canal Disney XD, tanto nos EUA como no Brasil.
- Kelly Blatz fez uma participação especial em um episódio da série do Disney Channel, Sonny With a Chance, estrelada pela atriz e cantora Demi Lovato.
- No episódio 19 da série o ator Jason Earles da série  Hannah Montana fez uma participação especial como Hunter, o andróide que substituiu S.T.A.N e quase destruiu o Aaron Stone.
- Em algum episódio da série, o irmão caçula de Aaron zoa com ele por gostar de um lutador de luta-livre americano, chamado Billy Cosby. Aaron encontra esse lutador. Ele é representado pelo lutador de verdade Chris Jericho que usa seu Finisher Walls of Jericho no irmão de Aaron.
- S.T.A.N. foi programado com as Três Leis da Robótica criadas pelo escritor de ficção científica Isaac Asimov.